# Ozero Mugirino
Ozero Mugirino (ryska: Озеро Мугирино) är en sjö i Belarus.   Den ligger i voblasten Vitsebsks voblast, i den norra delen av landet, 160 km nordost om huvudstaden Minsk. Ozero Mugirino ligger 128 meter över havet. Arean är 1,1 kvadratkilometer. Den sträcker sig 1,2 kilometer i nord-sydlig riktning, och 2,0 kilometer i öst-västlig riktning.
Omgivningarna runt Ozero Mugirino är en mosaik av jordbruksmark och naturlig växtlighet. Runt Ozero Mugirino är det ganska glesbefolkat, med 22 invånare per kvadratkilometer.